# Bernard van Dieren
Bernard Hélène Joseph van Dieren (Rotterdam, 27 december 1887 - Londen, 24 april 1936) was een Nederlands-Brits componist, muziekcriticus en schrijver.

## Leven
Van Dieren werd geboren als laatste van vijf kinderen in het gezin van assuradeur Bernard Joseph van Dieren en zijn tweede echtgenote, Julie Françoise Adelle Labbé. Het schijnt dat hij een exacte opleiding had gevolgd en als onderzoeksassistent in een laboratorium werkte. Begaafd met grote intelligentie en een uitzonderlijk geheugen kon hij goed schrijven en was hij een kundig violist. Zijn carrière als componist begon toen hij in de twintig was. Zijn composities werden onder meer beïnvloed door zowel Frederick Delius als Arnold Schönberg.

### Londen
In 1909 verhuisde hij als muziekverslaggever van de Nieuwe Rotterdamsche Courant naar Londen met zijn aanstaande echtgenote Frida Kindler, een zuster van de cellist Hans Kindler. Ze trouwden rond 1 januari 1910. Tegen die tijd was Van Dieren serieus als autodidact begonnen met zijn muziekstudie. Zijn eerste zoon Hans werd in datzelfde jaar geboren. Ook in 1910 verkreeg hij de Britse nationaliteit. Tijdens zijn reizen in Europa ontmoette hij componisten als Ferruccio Busoni en Arnold Schönberg. Hij schreef voor diverse Europese kranten en tijdschriften als muziekcorrespondent. Gedurende de Eerste Wereldoorlog was hij korte tijd werkzaam voor de geheime dienst in Nederland als ontcijferingsdeskundige.
Het grootste gedeelte van zijn leven leed hij aan een slechte gezondheid en hij werd diverse malen geopereerd voor nierklachten. Als gevolg van de regelmatig terugkerende pijn werd hij behandeld met morfine, zodat hij daaraan verslaafd raakte. Zijn echtgenote onderhield het gezin met optredens. Verder kregen zij financiële ondersteuning van een groep van bewonderaars en vrienden, onder wie de beeldhouwer Jacob Epstein, de schrijvers Osbert Sitwell, Sacheverell Sitwell, de schilder Augustus John, de componist Philip Heseltine (Peter Warlock) en de componist en muziekcriticus Cecil Gray. De laatsten waren in het bijzonder aangetrokken tot zijn charismatische persoonlijkheid en organiseerden uitvoeringen en publicatie van zijn werk. Epstein beeldde Van Dieren enkele malen af (onder meer Head of Bernard van Dieren) en gebruikte hem als model voor het beeldhouwwerk The Risen Christ.
In 1925 werkte Van Dieren voor Philips, maar zijn ziekte maakte dat hij het volgende jaar ontslag moest nemen. In 1927 werden enkele van zijn werken gepubliceerd, en werd een van zijn zes strijkkwartetten op het Festival "Sommer der Musik" in Frankfurt am Main uitgevoerd. In 1930 maakte hij zijn opera The Tailor af, waaraan hij al in 1916 was begonnen op verzoek van Heseltine en Gray. Ook schreef hij een boek over Epstein (1920) en publiceerde een verzameling controversiële essays, getiteld Down Among the Dead Men (1935). Uiteindelijk werden twee van zijn belangrijkste werken uitgezonden door de BBC: Diaphony in 1934 en de Chinese Symfonie in 1935. Hij stierf op 24 april 1936. Zijn as is herbegraven bij St Laurence’s Church, West Wycombe.

## Composities
Van Dieren werd beïnvloed door de atonale componisten van het begin van de 20e eeuw. Zijn composities kenmerken zich door extreem ingewikkeld contrapunt. Vele van zijn werken moeten nog herontdekt worden of zijn verloren gegaan. Behalve de onderstaande werken
 componeerde Van Dieren ook tientallen liederen voor zangstem en piano.

### Piano

#### Solo
- Six Sketches (1910-1911, op. 4a)
- Toccata (1912)
- Netherlands melodies for piano (1917)
- Three Studies (1925?)
- Tema con Variazione (1927?)
- String Quartet No. 5 (1931, transcriptie door Ronald Stevenson)
- Piccolo Pralinudettino Fridato (1934)

#### Twee piano's
- Intermezzo Contrappuntistico (uit Diaphony, 1916) - twee piano's vierhandig

### Viool, cello, harp, piano
- Canzonetta (1908) - viool en piano
- Impromptu (Fantasiestück, 1909) - viool solo (opgedragen aan Kathleen Parlow)
- Sonatina Tyroica (1927) - viool en piano (drie delen)
- Sonata (1928?, op. 5) - viool solo
- Sonata (1930) - cello solo
- Estemporales (1931) - harp solo
- Sonatina (?) - viool en cello (twee delen)

### Strijkkwartetten
- String Quartet No. 1 (1912)
- String Quartet No. 2 (1917, op. 9)
- String Quartet No. 3 (1919, op. 15)
- String Quartet No. 4 (1923, op. 16)
- String Quartet No. 5 (1931?)
- String Quartet No. 6 (1927?)

### Koor
- Belsazar (1911, naar Heinrich Heine) - koor en orkest
- Ave Maria (1917?)
- Ave Maria (1921)
- Good day, Sir Christemas our King
- Psalmus David, cum esset in deserto Idumaea "Deus, Deus meus, ad te [de] luce vigilo" (?)
- Wherefore shall I hang up my bow
- With margerain gentle. Song in D major. (1925)

### Cello en orkest
- Elegie for orchestra and cello (1908)

### Orkest (met en zonder koor)
- Symphonic Epilogue to “The Cenci” op. 3 (1910)
- Belsazar (naar Heinrich Heine, 1911) - orkest met mannenstemmen
- Symphony (No. 1, op. 6, 1914, ook Chinese Symphony of Choral Symphony based on poems from the Chinese genoemd) - vijf solo zangstemmen, koor en orkest
- Interlude (Nocturne) uit Symphony No. 1 (1916)
- Diaphony (1916) - bariton en kamerorkest
- Symphony (No. 2) in three dance movements (Ciaconna, Sarabande (onvoltooid) en Gaillarde)
- Overture to an imaginary comedy (1916) - kamerorkest
- Propos (Propous) des Beauveurs, Le (Les) (naar Rabelais) Introit (1921, wereldpremière tijdens Proms-concert)
- Sonetto VIII of Edmund Spenser's 'Amoretti' : frammento dello 'Andante' d. Sinfonietta amorosa : composta per tenore e 11 strumenti da Bernard van Dieren ; paroles françaises de M.D. Calvocoressi., 1925 - tenor en elf instrumenten
- Serenade (1925?) - kamerorkest
- Anjou. Comedy Overture (1935?)

### Opera
- The Tailor - Opera buffa in 3 Acts  (1917-1930)

### Geluidsopname
- Bernard van Dieren Collection [sound recording], Barry Collett, Ludmilla Andrew, Emperor String Quartet. Milton Keynes : British Music Label, 1992.

## Boeken
- Epstein: illustrated with 50 reproductions in collotype, London: John Lane, The Bodley Head 1920
- Down Among the Dead Men and other essays, Oxford University Press; London: Humphrey Milford 1935 (heruitgave 1967/1990 in the Essay Index Reprint Series, NY, USA

## Secundaire literatuur
- Tomlinson, Fred: Warlock and van Dieren : with a van Dieren catalogue, London, Thames Pub., 1978.